# 1807
| Calendário gregoriano                                                        | 1807 MDCCCVII                       |
| Ab urbe condita                                                              | 2560                                |
| Calendário arménio                                                           | 1256 – 1257                         |
| Calendário bahá'í                                                            | -37 – -36                           |
| Calendário budista                                                           | 2351                                |
| Calendário chinês                                                            | 4503 – 4504 Início a 7 de fevereiro |
| Calendário copta                                                             | 1523 – 1524                         |
| Calendário etíope                                                            | 1799 – 1800                         |
| Calendários hindus - Vikram Samvat - Calendário nacional indiano - Cáli Iuga | 1862 – 1863 1728 – 1729 4907 – 4908 |
| Calendário Holoceno                                                          | 11807                               |
| Calendário islâmico                                                          | 1222 – 1223                         |
| Calendário judaico                                                           | 5567 – 5568                         |
| Calendário persa                                                             | 1185 – 1186 Início a 22 de março    |
| Calendário rúnico                                                            | 2057                                |
| Calendário solar tailandês                                                   | 2350                                |

1807 (MDCCCVII, na numeração romana) foi um ano civil comum do século XIX do atual calendário gregoriano, da Era de Cristo, composto por 53 semanas, iniciando e também terminando a uma quinta-feira. A sua letra dominical foi o D (referente ao domingo).
| Ano completo                        |
| ----------------------------------- |
| Ano comum com início à quinta-feira |

## Eventos
- 29 de março descoberta do asteroide 4 Vesta por Heinrich Wilhelm Olbers.[1]
- 12 de outubro - Invasões Francesas: Napoleão Bonaparte dá ordem a Junot para entrar em Espanha em direção a Portugal.[2]
- 29 de Novembro - A família real portuguesa sai para o Brasil na sequência da invasão do país por tropas napoleónicas.
- Foi descoberto por Humphry Davy o potássio, a partir da eletrólise do hidróxido de potássio (KOH).
- Inicio do reinado de Bop Choda Desi Druk do reino do Butão, reinou até 1808.
- Criação da Ordem de São José, instituída pelo Grão-duque Fernando III da Toscânia.
- Quando D. João veio com a sua Corte para o Brasil, mandou trazer os livros e documentos dessa biblioteca para o Rio de Janeiro em três viagens sucessivas (o que só ocorreria após 1808).

## Nascimentos
- 27 de janeiro - Émile Prisse d'Avennes, orientalista francês (m. 1879).
- 8 de março - António José de Ávila, Duque de Ávila, primeiro-ministro português (m. 1881).
- 14 de março - Josefina de Leuchtenberg, Rainha da Suécia e Noruega (m. 1876).
- 28 de maio - Louis Agassiz, zoólogo e geólogo (m. 1873).
- 4 de julho - Giuseppe Garibaldi, revolucionário Italiano (m. 1882).
- 24 de julho - Vicente da Fontoura, líder civil da Revolução Farroupilha (m. 1860).
- 28 de Agosto - Madre Francisca Lampel, fundadora da Congregação das Irmãs Franciscanas da Imaculada Conceição (m. 1851).
- 13 de dezembro - Joaquim Marques Lisboa, o Almirante Tamandaré - Patrono da Marinha do Brasil (m. 1897).
- 25 de abril - Teotónio de Ornelas Bruges Paim da Câmara, m. 1870), 1.º visconde de Bruges e 1.º conde da Praia (m. 1870).
- 23 de dezembro - Antônio Maria Claret, santo católico nascido na Catalunha (m. 1870).

## Mortes
- 11 de julho - George Atwood, físico inglês (m. 1745).
- 20 de setembro - Vitória de Rohan, princesa de Guéméné (m. 1743).
- 5 de novembro - Angelika Kauffmann, pintora suíça (m. 1741).
- Data incerta - Johann III Bernoulli, matemático suíço (m. 1744).

## Por tema
- 1807 na arte
- 1807 no Brasil
- 1807 na ciência
- 1807 na literatura
- 1807 na música

- Commons
- Wikiquote